# Embia rabaulti
Embia rabaulti is een insectensoort uit de familie Embiidae, die tot de orde webspinners (Embioptera) behoort. De soort komt voor in India.
Embia rabaulti is voor het eerst wetenschappelijk beschreven door Navás in 1934.